# 絮状高积云
絮状高积云（学名：Altocumulus floccus，缩写： Ac flo )，是高积云的一种。絮状高积云的云块形似积云，通常较小，从簇而生。这些云块的下部通常呈破片状，且伴有纤维状的尾状结构（由冰晶组成的幡状云）。絮状高积云的出现表明其所处的大气环境是不稳定的。堡状高积云在云底消散后，有时能转化为絮状高积云。